# Cleome brevipetiolata
Cleome brevipetiolata är en paradisblomsterväxtart som beskrevs av D.F. Chamberlain och J. Lamond. Cleome brevipetiolata ingår i släktet paradisblomstersläktet, och familjen paradisblomsterväxter. Inga underarter finns listade i Catalogue of Life.